# Plateresco

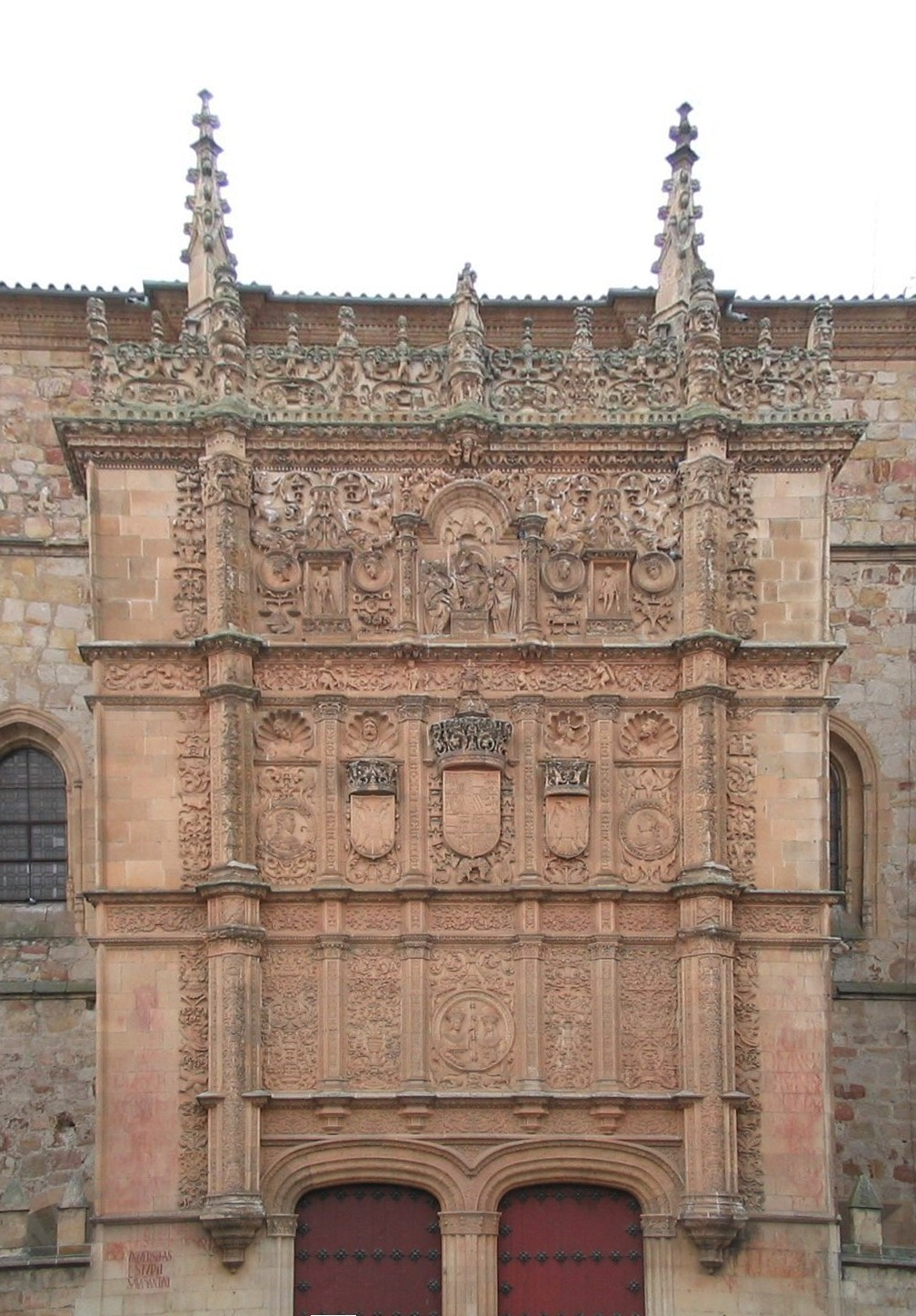
Portal Uniwersytetu w Salamance

Plateresco, estilo plateresco, plateresk, tzw. „styl złotniczy” – styl w architekturze nawiązujący do geometrycznej ornamentyki mauretańskiej. 
Styl powstał w Hiszpanii pod koniec XV wieku z połączenia mudéjar, rodzimej odmiany późnego gotyku (tzw. stylu izabelińskiego) oraz architektury renesansu lombardzkiego i toskańskiego. Jest charakterystyczny dla okresu architektury wczesnego renesansu w Hiszpanii. Cechował się bardzo bogatą dekoracją płaszczyzn, dużym nagromadzeniem zawiłych, mocno zagęszczonych i nieregularnych ornamentów przypominających te stosowane przez złotników (hiszp. plateros). Głównymi elementami zdobiącymi były kandelabrowe kolumny, motywy heraldyczne, medaliony z podobiznami sławnych osobistości, wieżyczki, rzeźbione płyciny i ażurowe ornamenty, np. balustrady. Styl plateresco trwał do połowy XVI wieku i miał zasadniczy wpływ na ukształtowanie się churrigueryzmu.

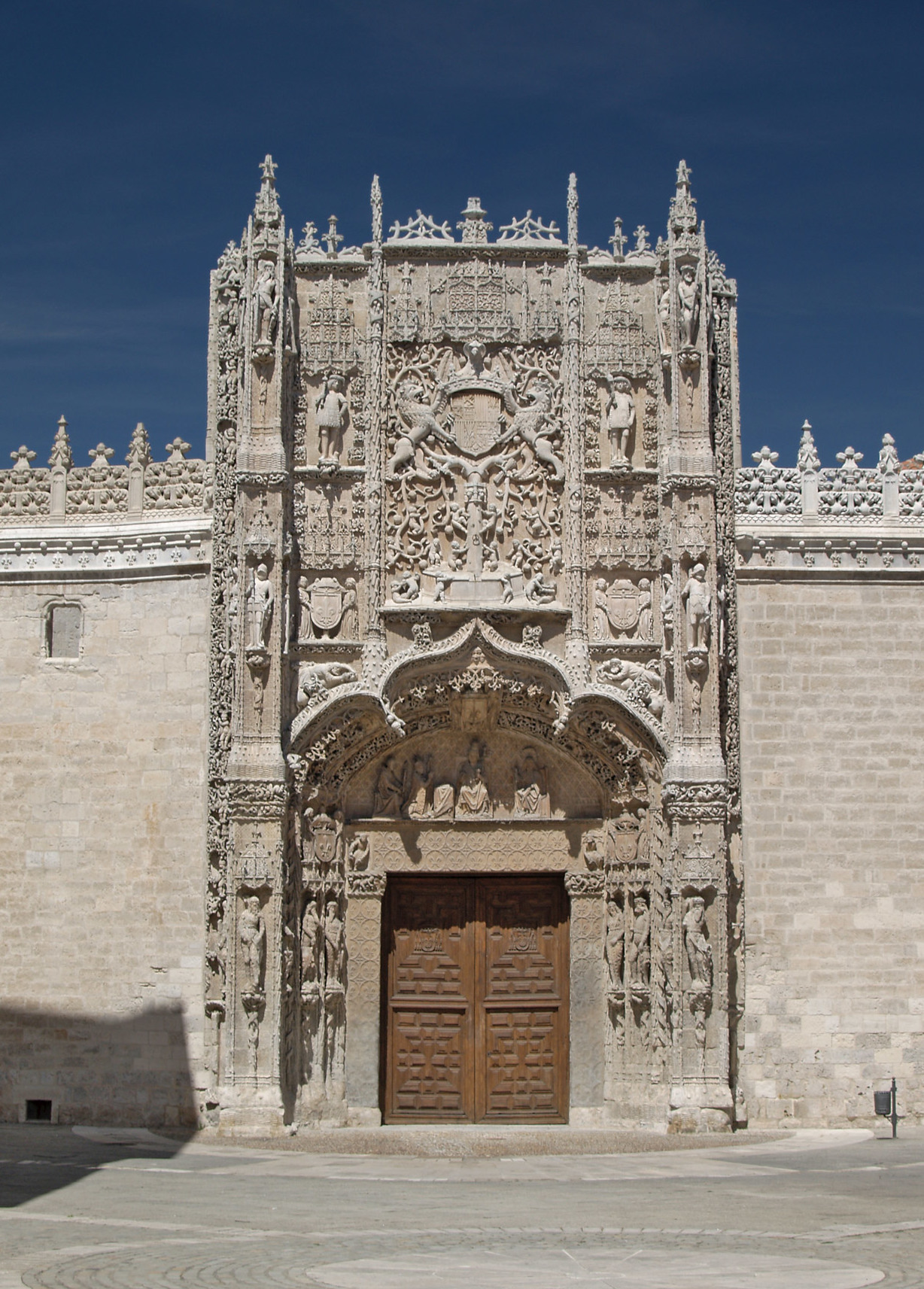
Portal Colegio de San Gregorio w Valladolid, dekorowany w stylu plateresco